# Les Corts
Les Corts is een district in het westen van Barcelona.
Het is een populair district onder Barcelonezen door de grote hoeveelheid aan voorzieningen. Met een dichtheid van meer dan 13.000 inwoners per vierkante kilometer is het een zeer dichtbevolkte wijk.
Les Corts bestaat uit vele verschillende wijken; El Camp de la Creu-Loreto, El Camp Vell, Can Feu, Can Batllori, Can Sòl de Baix, L'Església i Can Rosés, La Maternitat, Can Bacardí, La Mercè, Sant Ramon i la Torre Melina en La Zona Universitària - Bederrida.
Les Corts kent een behoorlijk aantal restaurants, bars en een groot winkelcentrum, L'Illa. In dit district bevindt zich ook Camp Nou, het stadion van FC Barcelona.